# Напиток Рика №9
«Напиток Рика #9» (англ. Rick Potion #9) — шестой эпизод первого сезона американского мультсериала «Рик и Морти». Сценарий к эпизоду написал Джастин Ройланд, а режиссёром выступил Стивен Сандовал.
Название эпизода отсылает к песне The Clovers «Love Potion No. 9».
Премьера эпизода состоялась 27 января 2014 года в блоке Adult Swim на Cartoon Network. Эпизод посмотрели около 1,7 миллиона зрителей во время выхода в эфир.

## Сюжет
Морти давно влюблён в Джессику, рыжую девушку-подростка из своей школы. В ночь на «Бале сезона гриппа» Морти просит у Рика любовную сыворотку, и Рик соглашается, давая ему сыворотку, полученную из полёвок. После того, как Морти даёт Джессике (которая, без ведома Морти, болеет гриппом) сыворотку, она смешивается с вирусом гриппа и переносится по воздуху, распространяясь по всей планете за считанные минуты и заставляя каждого человека, не имеющего прямого отношения к Морти, любить его. Пытаясь противодействовать ДНК, использованной в сыворотке, Рик делает противоядие из ДНК богомола, но новая сыворотка не работает, вместо этого заставляя население мира мутировать в чудовищных людей-богомолов, которые все хотят съесть Морти после спаривания с ним.
Между тем, Джерри, чувствуя неуверенность в своих отношениях с Бет, следует за ней на работу после того, как её вызывают на позднюю смену. По пути Джерри обнаруживает, что дорога заблокирована хаосом, созданным людьми-богомолами; когда они пытаются узнать от него местонахождение Морти, он убегает и убивает их из дробовика. Прибыв в лошадиный госпиталь, в котором работает Бет, он обнаруживает, что Бет загнана в угол своим неистовым заражённым коллегой; после того, как Джерри убивает его ломом, они мирятся.
Скрываясь от заражённого населения в пустыне, Рик делает третью сыворотку, чтобы исправить все предыдущие. Но поскольку сыворотка была объединена из различных ДНК, она ещё больше мутирует население мира в едва заметные гуманоидные существа. Называя чудовищ «Кроненбергами» (отсылка к известному режиссёру сериалов ужасов Дэвиду Кроненбергу), Рик решает, что ситуация не подлежит исправлению. Вместо того, чтобы пытаться исправить мир, он сканирует мультивселенную, чтобы найти другое измерение, в котором альтернативным версиям себя и Морти удалось найти решение и предотвратить пандемию мутаций, но вскоре после этого они погибли. Рик и Морти входят в новую реальность, закапывая себя на заднем дворе и спокойно занимают своё место. Эпизод заканчивается тем, что Морти травмирован произошедшими событиями и ужасной смертью своего двойника; начинается песня Mazzy Star «Look on Down from the Bridge».
В сцене после титров Джерри, Бет и Саммер — единственные немутированные люди, оставшиеся в разрушенном мире, кишащем кроненбергами. Между тем, версии кроненбергов Рика и Морти появляются из измерения, где кроненберг Рик случайно превращает весь мир в нормальных людей.

## Отзывы
Зак Хэндлен из The A.V. Club дал эпизоду оценку B+, заявив, что они считали «деконструкцией жуткости тропа любовного зелья». Джо Матар из Den of Geek понравился эпизод, сказав, что, хотя он не был таким забавным, как предыдущий, у него был чудесно мрачный финал, и что ему понравился сюжет о герое боевиков Джерри. Дэвиду Роа из Dead Screen понравился финал, сказав, что «хотя он и был с богом из машины, он всё же был удовлетворительным». Он сравнил это с тем, как люди относятся к планете и просто переезжают на новое место после разрушения того места, где они живут. Уильям Манзо из Junkie Monkeys сказал, что этот эпизод был его вторым лучшим до этого момента, уступая только «Анатомическому парку». Ноэль Давила из Geeks Under Grace оценил эпизод на 8,6 из 9,0, заявив, что этот эпизод является «одним из величайших и, возможно, самых впечатляющих эпизодов во всём сериале». Он оценил динамику отношений в этом эпизоде и сказал, что он отлично поработал, объединив концептуальную научную теорию с их чрезвычайно мрачным юмором.
Джастин Ройланд назвал эту серию своей любимой серией первой половины первого сезона как потому, что он думал, что она идёт хорошо, так и из-за того, что ему нравилось, насколько безумной она получилась в конце.